# Смит, Мэй Абель
Леди Мэй Елена Эмма Абель Смит, урождённая принцесса Мэй Текская (англ. Lady May Helen Emma Abel Smith, née Princess May of Teck; 23 января 1906 — 29 мая 1994) — правнучка королевы Виктории. При рождении она получила титул принцессы Текской, после Первой мировой войны, когда британская королевская семья отказалась от своих немецких титулов, она стала леди Мэй Кембриджской.

## Биография

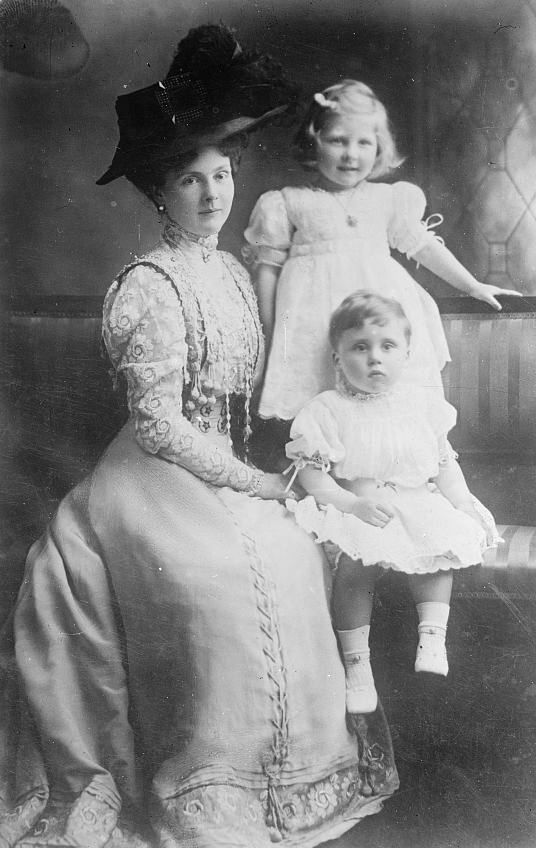
Принцесса Мэй вместе с матерью и братом Рупертом

Принцесса Мэй родилась в Клермонт-хаузе, в графстве Суррей, Англия. Её отцом был принц Александр Текский (впоследствии 1-й граф Атлонский), младший сын принца Франца, герцога Текского и принцессы Марии Аделаиды Кембриджской, а матерью — принцесса Алиса Олбани, дочь принца Леопольда, герцога Олбани, младшего сына королевы Виктории. Как дочери принца Александра Текского, ей был дан титул Её Высочество принцесса Мэй Текская.
Во время Первой мировой войны король Георг V отказался за себя и за свою большую семью от немецких титулов и переименовал династию из Саксен-Кобург-Готской в Виндзорскую. В ответ на это отец Мэй, принц Александр, отказался от титулования его как Его Светлости принца Текского. Александр, вместе с братом, принцем Адольфом Текским, принял фамилию Кембридж в честь деда принца Адольфа Фредерика, герцога Кембриджского.
Несколько дней спустя король пожаловал Александру титул графа Атлонского и виконта Трематона. Его дочь стала леди Мэй Кембриджской, а её брат принял титул учтивости виконта Трематона. Жена Александра, Алиса, которая родилась с титулом Её Королевского высочества принцессы Великобритании и Ирландии, сохранила его и стала известна как принцесса Алиса, графиня Атлонская.
Она была подружкой невесты три раза в Вестминстерском аббатстве: в 1919 году на свадьбе Её Королевского высочества принцессы Патрисии Коннаутской и капитана Александра Рамсея, в 1922 году — на свадьбе Её Королевского высочества принцессы Марии и виконта Ласселлса, и в 1923 году — на свадьбе леди Елизаветы Боуз-Лайон и герцога Йоркского (будущих короля Георга VI и королевы Елизаветы).

## Брак и дети
Леди Мэй вышла замуж за Генри Абеля Смита (позже сэр Генри) 24 октября 1931 года. Они были женаты более 60 лет и имели 3 детей:
| Имя                           | Рождение        | Смерть          | Примечание |
| ----------------------------- | --------------- | --------------- | --- |
| Анна Мария Сибилла Абель Смит | 28 июля 1932    |                 | Вышла замуж 14 декабря 1957 за Дэвида Лидделл-Грейнджера (26 января 1930 — 12 марта 2007), развелись в 1981, но имели 5 детей: - 1) Ян Лидделл-Грейнджер (23 февраля 1959); женился 31 октября 1985 на Джилл Несбитт (9 марта 1956). 3 детей: - 1A) Петер Ричард Лидделл-Грейнджер (6 мая 1987) - 1B) София Виктория Лидделл-Грейнджер (27 декабря 1988) - 1C) Мей Александра Лидделл-Грейнджер (9 сентября 1992) - 2) Чарльз Лидделл-Грейнджер (23 июля 1960), женился на Карен Пете Хамфрисон 23 января 1992,развелись в 1999. Он женился во второй раз на Марте Маргарет де Клермон 20 октября 2008. - 3) Саймон Лидделл-Грейнджер (28 декабря 1962), женился первый раз 26 января 1984 на Рамоне Марии Рогошевской; во второй раз 4 февраля 2000 на Натали Джудит Поулард. 2 детей: - 3A) Саймон Александр Лидделл-Грейнджер (27 июля 2000) - 3B) Мэтью Уиллис Лидделл-Грейнджер (8 октября 2003) - 4) Алиса Мэри Лидделл-Грейнджер (3 марта 1965), вышла замуж 13 августа 1990 за Пьетро Панаджио. 2 детей: - 4A) Даниил Пьетро Панаджио (19 марта 1996) - 4B) Джесика Алиса Панаджио(24 июля 1998) - 5) Малкольм Генри Лидделл-Грейнджер (14 декабря 1967), женился 1 августа 1994 на Елене Биргхт. 1 сын: - 5A) Камерон Генри Лидделл-Грейнджер (14 апреля 1997) |
| Ричард Фрэнсис Абель Смит     | 11 октября 1933 | 23 декабря 2004 | Женился 28 апреля 1960 на Марсии Кендрю (27 марта 1940). 1 дочь - 1) Екатерина Эмма Абель Смит (11 марта 1961), вышла замуж за Хьюберта Вентворта Бомонта (13 апреля 1956) 16 октября 1980. 4 детей: - 1A) Амелия Мей Бомонт (12 ноября 1983) - 1B) Георг Вентворт Бомонт (24 августа 1985) - 1C) Ричард Кристиан Бомонт (27 мая 1989) - 1D) Майкл Патрик Бомонт (23 апреля 1991) |
| Елизавета Алиса Абель Смит    | 5 сентября 1936 |                 | Вышла замуж 29 апреля 1965 за Петера Уэйса (29 декабря 1929 — 16 ноября 2021), но развелись в 1975 году, одна дочь: - 1) Эмма Шарлотта Уэйс (1 сентября 1973 — 9 июля 1974) |

## Последующая жизнь
Леди Мэй присутствовала на таких крупных событиях, как коронация королевы Елизаветы II и свадьба Чарльза, принца Уэльского и леди Дианы Спенсер.
Между 1958 и 1966 годами сэр Генри Абель Смит служил губернатором штата Квинсленд. Мэй сопровождала его в Брисбен как вице-супруга губернатора.
Леди Мэй умерла через год после смерти мужа. Они оба похоронены во Фрогморе в Королевской усыпальнице недалеко от Виндзорского замка. На её похоронах присутствовала королевская семья.